# Oratorio de Noël
L'Oratorio de Noël, opus 12, de Camille Saint-Saëns, encara que amb una dimensió que prou feines supera els límits d'una cantata, musicalment fou construït en l'estil d'un oratori. Escrit mentre era organista a la Madeleine, Saint-Saëns el va escriure en menys de quinze dies, completat deu dies abans de la seva estrena en el Nadal de 1858, amb només 23 anys. La partitura vocal d'aquest oratori va ser preparada després pel compositor i organista, Eugène Gigout, col·lega de Saint-Saëns.